# Język franko-prowansalski

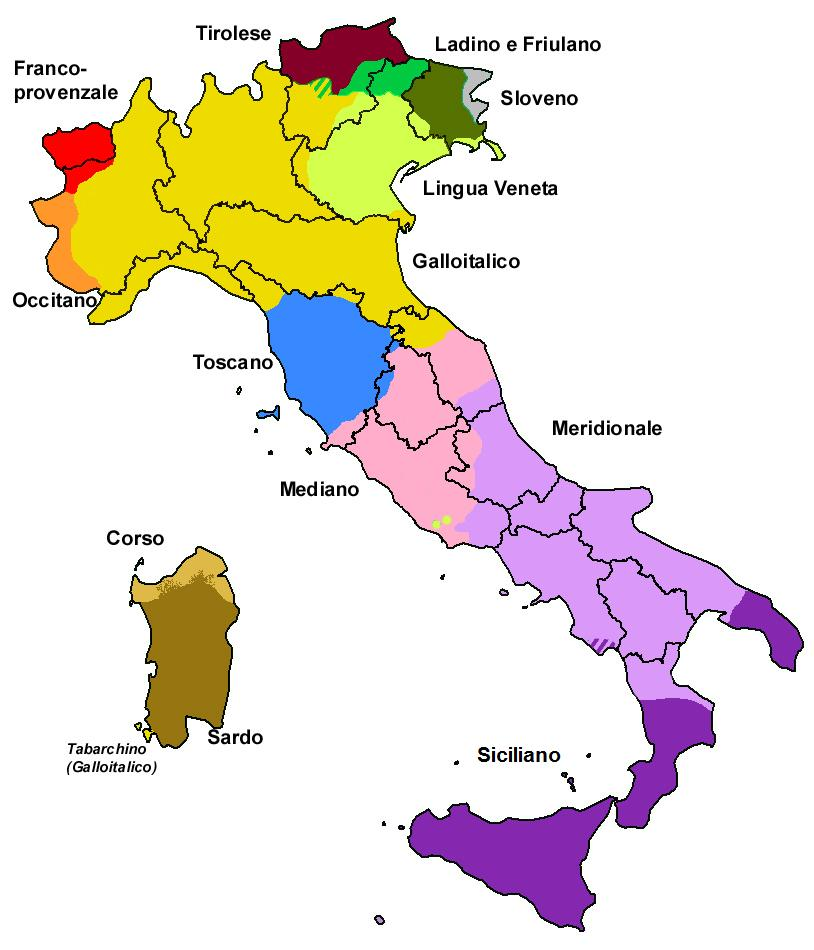
język wenecki
dialekt toskański
język sycylijski
język sardyński
język oksytański
język korsykański
język franko-prowansalski
język neapolitański
dialekty środkowowłoskie
języki gallo-italskie
język friulski
język ladyński
język niemiecki

Język franko-prowansalski (fr.-prow. arpitan lub arpetan) – zespół dialektów romańskich używanych we Włoszech (Dolina Aosty, Piemont), w Szwajcarii (kantony Fryburg, Valais, Vaud i Genewa) oraz we Francji (Rodan-Alpy, Prowansja-Alpy-Wybrzeże Lazurowe). Dialekty te mają charakter przejściowy między językiem francuskim a językiem oksytańskim. Dialekty języka arpetańskiego: delfinacki, lioński, sabaudzki we Francji i Włoszech oraz romandzki w Szwajcarii.
     język wenecki
     dialekt toskański
     język sycylijski
     język sardyński
     język oksytański
     język korsykański
     język franko-prowansalski
     język neapolitański
     dialekty środkowowłoskie
     języki gallo-italskie
     język friulski
     język ladyński
     język niemiecki
Język franko-prowansalski został w 1999 roku prawnie uznany przez Włochy za podlegający ochronie język mniejszościowy. Uważa się, że jest zagrożony wymarciem.
Inne nazwy tego języka to francoprovençâl, franco-provençâl, burgondês, burgondian.